# První Francouzská republika
Francouzská republika (francouzsky République française), v historii označovaná jako První republika (francouzsky Première République), byla vyhlášena 22. září 1792 právě ustanoveným Národním konventem. Oficiálně trvala až do vyhlášení prvního císařství Napoleonem v roce 1804. Období první republiky je charakteristické pádem monarchie, ustanovením Národního konventu, Jakobínskou hrůzovládou, založením Direktoria, thermidorskou reakcí a konečně vytvořením Konzulátu a Napoleonovým vzestupem.

## Dějiny

### Konec monarchie ve Francii
Pod vedením Národního shromáždění, které se drželo u moci před vyhlášením republiky, vedla Francie válku s Pruskem a Rakouskem (nejedná se zatím o Rakouské císařství, to vzniklo až v roce 1804, ale o arcivévodství). V červnu 1792 vydal brunšvický vévoda Karel Vilém Ferdinand manifest, v němž prohlásil, že srovná Paříž se zemí, pokud se cokoli stane králi Ludvíku XVI.
Zatímco pruská armáda pochodovala k městu, došlo v Paříži k povstání. Občané zaútočili na Tuilerijský palác, kde zabili (a ke všemu znetvořili) 600 příslušníků švýcarské gardy a dožadovali se okamžitého odstranění krále. Strach z odvety monarchistů a kontrarevolucionářů způsobil, že v prvním zářijovém týdnu roku 1792 davy Pařížanů vtrhly do městských věznic a zabili více než polovinu vězňů. Šlechtici, duchovní a političtí vězni byli přímo ve svých celách oběšeni, ubodání nebo ubiti k smrti. Tato událost vešla ve známost jako Zářijové masakry.

### Národní konvent (1792–1795)

Původní znak republiky do roku 1794

Vlajka Francie do roku 1794

Výsledkem veřejného násilí a politické nestability v křehké konstituční monarchii bylo zvolení šesti zástupců Národního shromáždění, kteří měli dohlédnout na nové volby. Jejich výsledkem bylo založení Národního konventu, jenž měl dva cíle - potlačit monarchii a vydat novou ústavu. Vůbec prvním činem Konventu bylo vyhlášení republiky a následné zbavení krále veškeré politické moci. Král, tou dobou již obyčejný občan nesoucí rodinné jméno Kapet, byl postaven před soud za zločiny velezrady. Soud započal v prosinci 1792, 16. ledna 1793 byl Ludvík Kapet shledán vinným v rozsahu obžaloby a 21. ledna popraven gilotinou.
V zimě 1792 a na jaře 1793 byla Paříž zachvácena nepokoji z blížícího se hladomoru. Konvent, zaneprázdněný válkou, napravil problém až ke konci jara založením Výboru pro veřejné blaho, vedeným Maximilienem Robespierem. Výbor dostal řadu úkolů: vypořádat se s radikální skupinou tzv. zběsilých, malými dodávkami jídla a nepokoji, vzpourou ve Vendée a v Bretani, nedávnými porážkami armády a dezercemi velících důstojníků. Patrně nejznámějším rysem činnosti Výboru bylo zavedení politiky teroru, přičemž gilotina začala srážet hlavy nepřátel republiky čím dál častěji. Období je známé jako Hrůzovláda.
Navzdory rostoucí nespokojenosti s Národním konventem jako hlavou republiky byla schválena ústava, nicméně Výbor byl stále viděn jako „nouzová“ vláda, a proto mu byla podřízena i Deklarace práv člověka a občana z roku 1789. Zákony a politika Výboru přenesly revoluci do neočekávaných rozměrů. Byl zaveden revoluční kalendář, jako součást dechristianizace byly uzavřeny kostely v Paříži a jejím okolí. Byl vydán Zákon o podezřelých, odsouzena a popravena byla Marie Antoinetta.
Pokračovaly popravy tisíců reálných i domnělých nepřátel republiky, a to až do bodu, kdy gilotina vešla ve známost jako „národní břitva“ – protože se zdálo, že dopadá na krk každého. Pod gilotinou skončila nakonec i řada členů revolučních stran a seskupení, například hébertisté a dantonisté, z nichž mnozí bývali Robespierrovými blízkými přáteli.
Válka se pro Francii začala vyvíjet dobře až v roce 1794, částečně zásluhou mladého vojenského génia, Napoleona Bonaparta. Mnoho lidí v Národním konventu volalo po ukončení teroru, ale Robespierre nesouhlasil. Mezi masovými popravami, strachem a Festivalem rozumu, tu v půli roku 1794 bylo "obrovské nadšení pro ukončení vlády teroru, jenomže nikdo nedokázal vyřešit, jak na to. Jedinou věcí, která by dokázala teror ukončit, a zároveň jedinou, na které se dokázali shodnout, bylo odstranění Robespierra."  Byl svržen thermidorským převratem a popraven 28. července 1794.

### Direktorium (1795–1799)

Departementy republiky roku 1801

Po pádu Robespierra byl klub jakobínů uzavřen a přeživší girondisté se vrátili k moci. V srpnu 1795 vydal Konvent ústavu (tzv. Ústava z roku III). Obnovili tak svobodu vyznání, začali propouštět vězně a zejména připravili volby do nového legislativního orgánu. Tak bylo 3. listopadu 1795 ustanoveno tzv. Direktorium, pod jehož vedením se Francie přijala dvoukomorový systém vlády, skládající se z vyšší Rady starších (250 členů) a nižší nazvané Rada pěti set (500 členů). Výkonná moc byla svěřena do rukou pěti mužů, tzv. Direktoria (od něj dostalo toto historické období své jméno). V důsledku vnitřní nestability a pohrom francouzských armád v letech 1798–1799 nevydrželo Direktorium déle než čtyři roky.

### Konzulát (1799–1804)
Vláda se rozpadla po převratu 18. brumaira v roce 1799, po němž následovalo období známé jako konzulát. Samotní členové direktoria, vědomi si své klesající moci, převrat naplánovali společně s Napoleonem Bonapartem, jenž se později stal prvním konzulem republiky. Krátce na to se však prohlásil císařem, čímž skončila nejen vláda konzulátu, ale i samotná první republika, která byla nahrazena prvním císařstvím.